# AVN Award for Best Trans Newcomer
L'AVN Award for Best Trans Newcomer è un premio pornografico assegnato all'attrice transessuale emergente votata come migliore dalla AVN, l'ente che assegna gli AVN Awards, riconosciuti come i migliori premi del settore.
Come per gli altri premi, viene assegnato nel corso di una cerimonia che si svolge a Las Vegas, solitamente nel mese di gennaio, dal 2022.

## Vincitrici e candidate

### Anni 2020
| Anno            | 2022 | 2023 | 2024 | 2025 |
| --------------- | --- | --- | --- | --- |
| Vincitrice      | Jade Venus | Brittney Kade | Leilani Li | Avery Lust |
| Altre candidate | Jexxxica BlakeDahlia CrimsonAriel DemureEvie EnvyKalli GraceGracie JanePixi LustRubi MaximLola MorenaParadiseFlowergoth RozeSabina SteeleIzzy WildeKate Zoha | Alizay AngelZariah AuraBillie BeaumontAsia BelleSerena BubblesTori EastonAva HoltNicole KorsakovaAlia MaliaJill PillAutumn RainItzel SaenzSaska SageCloudy Vi | Bailey Archer Saphira Blu Becki Bottomz Blair Carter Ciboulette Ember Fiera Angelica Good Nikki North Mimi Oh Eros Orisha Amanda Riley Grazyeli Silva Paige Turner Olivia Would | Ria Bentley Jayne Calloway Victoria Grant Leah Hayes Rana Katana Thaysa Lopes Blake Lovely Haven Rose Bella Sky |